# Симфония № 10 (Моцарт)
Симфония № 10 соль мажор, KV 74 — симфония Вольфганга Амадея Моцарта, которая была завершена весной 1770 года в Италии. Оригинальный автограф произведения имеет подзаголовок «Ouverture zur Oper Mitridate» (Увертюра к опере «Митридат»), написанный рукой Иоганна Антона Андре, в котором вычеркнуто всё, кроме слова «увертюра». Очевидно, у Андре сложилось впечатление, что эта пьеса изначально планировалась как увертюра к опере.

## Структура
Симфония написана в форме неаполитанской увертюры и состоит из следующих частей:
1. Allegro, 4/4
2. Andante, 3/8
3. Allegro, 2/4

Произведение написано для двух гобоев, двух валторн и струнных.